# Филомено-Мата (муниципалитет)
Филомено-Мата (исп. Filomeno Mata) — муниципалитет в Мексике, штат Веракрус, расположен в регионе Тотонака. Административный центр — город Филомено-Мата.